# Amelanchier sanguinea
Amelanchier sanguinea là loài thực vật có hoa trong họ Hoa hồng. Loài này được (Pursh) DC. mô tả khoa học đầu tiên năm 1825.

## Hình ảnh

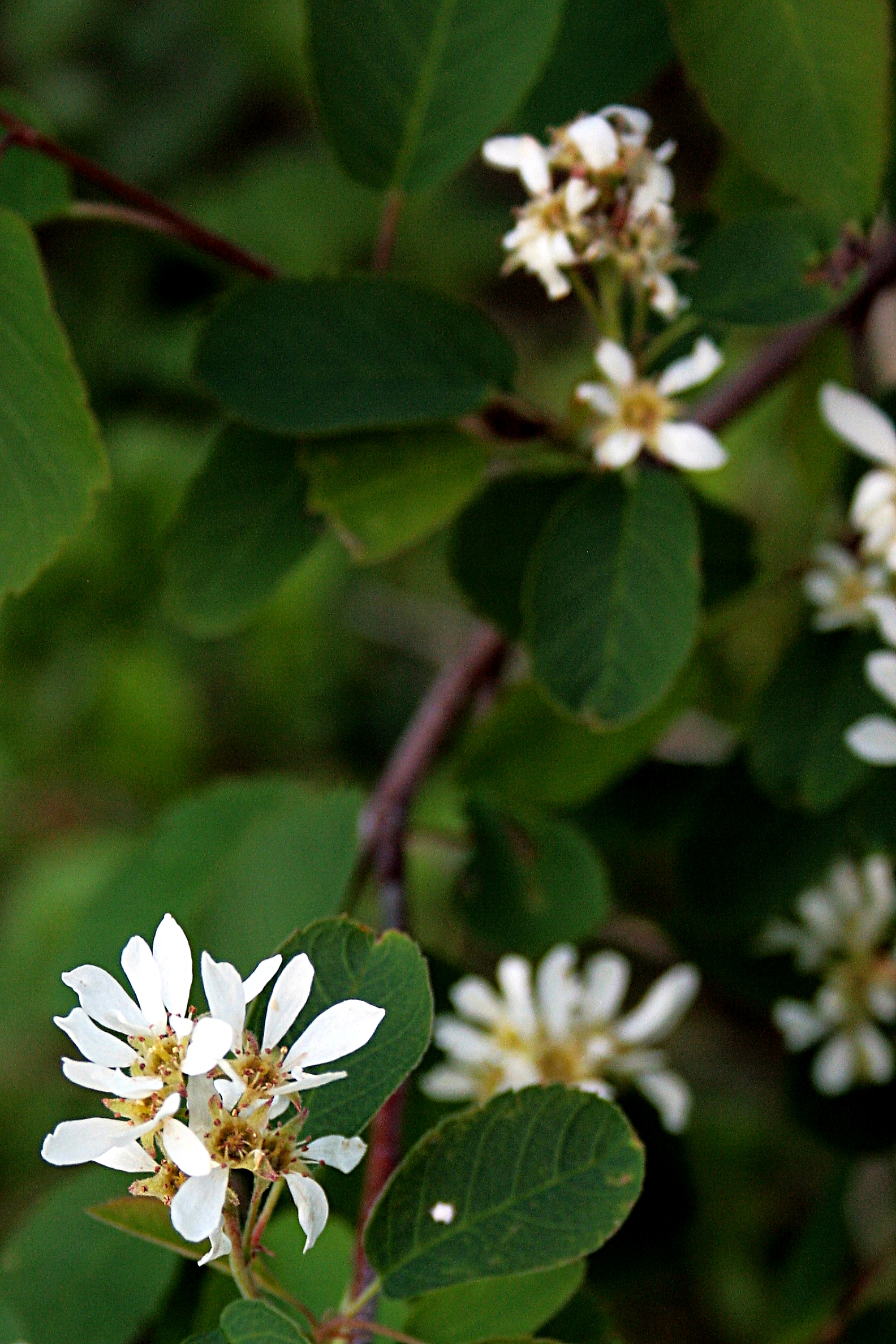
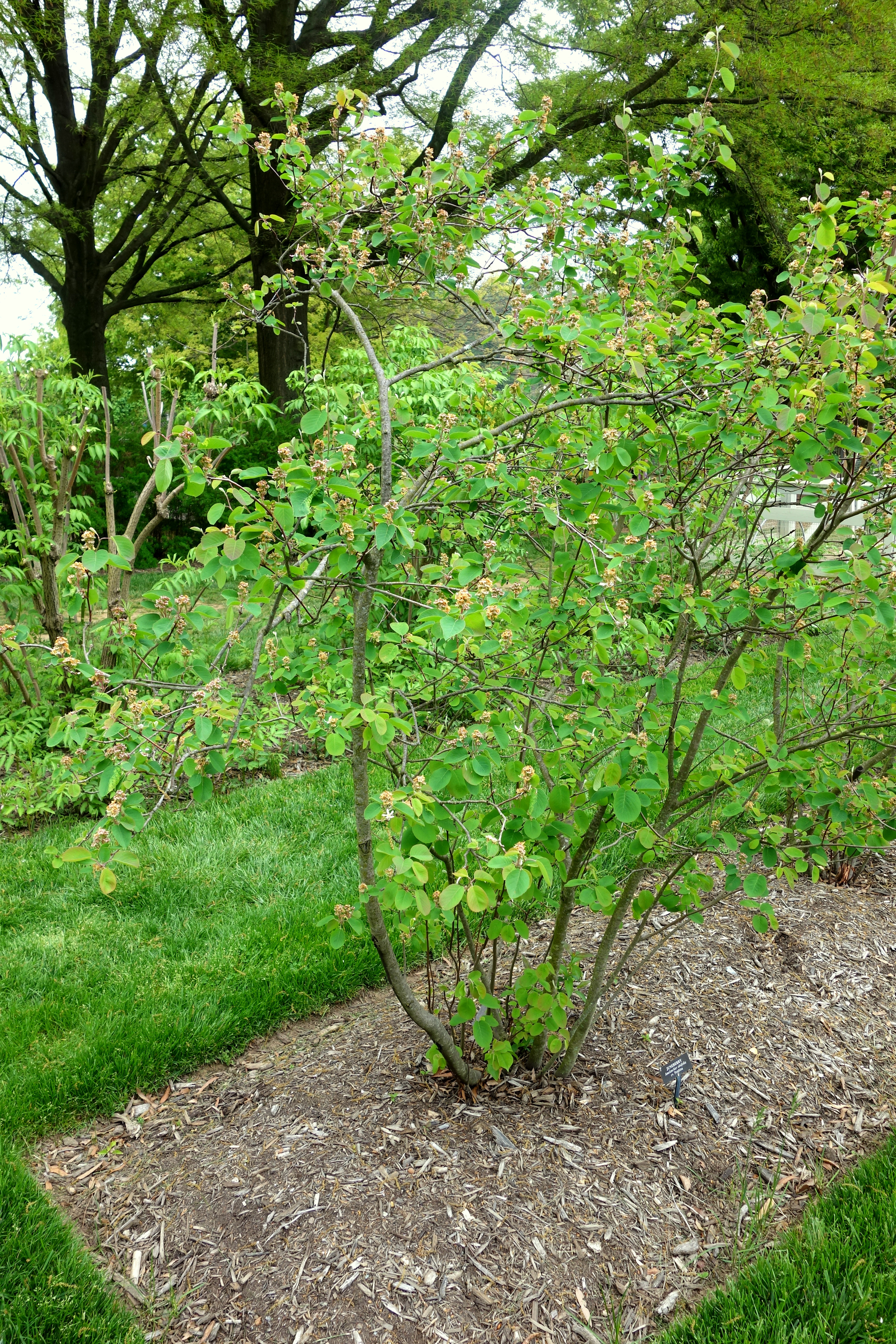